# Valeriana laxiflora
Valeriana laxiflora är en kaprifolväxtart som beskrevs av Dc. Valeriana laxiflora ingår i släktet vänderötter, och familjen kaprifolväxter. Inga underarter finns listade i Catalogue of Life.